# Flavio Ortega
Flavio Ortega (* 1944; † 6. Februar 2007) war ein brasilianisch-honduranischer Fußballspieler und -trainer.

## Sportlicher Werdegang
Ortega begann mit dem Fußballspielen in seinem Geburtsland Brasilien, wo er unter anderem bei Fluminense Rio de Janeiro spielte. 1968 kam er nach Honduras, um für CD Luis Ángel Firpo aufzulaufen. Es folgten Stationen bei CD Marathón und Real España. In der Spielzeit 1969/70 war er mit 18 Saisontoren Torschützenkönig der Liga Nacional de Fútbol Profesional de Honduras, eine Bestmarke, die von Gilberto Machado mit 19 Treffern erst 1987 überboten wurde.
Nach seinem Karriereende blieb Ortega in Honduras und arbeitete später als Trainer. Nachdem er Ende der 1980er Jahre seine vormalige Spielstation Real España trainiert hatte, übernahm er als Nachfolger von José de la Paz Herrera 1990 die Leitung der honduranischen Nationalmannschaft. Mit der Auswahlmannschaft erreichte er das Endspiel im CONCACAF Gold Cup 1991 gegen die US-Nationalmannschaft, das im Elfmeterschießen entschieden wurde. Obwohl der honduranische Tormann Belarmino Rivera drei Elfmeter hielt und zusätzlich ein Strafstoß von Peter Vermes verschossen wurde, verpasste die Mannschaft den zweiten Titelgewinn nach 1981. Später gab er das Amt an Estanislao Malinowski weiter und kehrte in den Vereinsfußball zurück. 
Ortega gewann mit dem costa-ricanischen Klub CS Cartaginés den CONCACAF Champions’ Cup 1994, als im Endspiel der vom Argentinier Ricardo La Volpe betreute mexikanische Vertreter CF Atlante mit einem 3:2-Erfolg bezwungen wurde. In der Folge warb ihn der honduranische Rekordmeister CD Olimpia ab, hier blieb er jedoch ohne Titelgewinn. Später trainierte er noch Universidad in Honduras und Deportivo Zacapa in Guatemala, ehe er 2003 mit dem CD Marathón seinen ersten nationalen Meistertitel in Honduras gewann. Es folgten Engagements bei CD Motagua und CD Platense, ehe er sich 2006 erneut CD Olimpia anschloss. Mit dem Klub erreichte er die Endspiele um die Copa Interclubes UNCAF, die jedoch nach einer 2:3-Hinspielniederlage bei Puntarenas FC und einem 1:0-Rückspielerfolg im Elfmeterschießen entschieden wurden, das zu Ungunsten der Honduraner ausging.
Im Anschluss kehrte Ortega abermals als Nachfolger von José de la Paz Herrera an die Spitze der honduranischen Nationalmannschaft zurück. Anfang Januar 2007 nominierte er die Spieler für den im Februar anstehenden UNCAF Nations Cup 2007. Er erlitt jedoch am 6. Januar einen Schlaganfall, in dessen Folge er drei Tage vor Turnierbeginn Anfang Februar im Alter von 62 Jahren verstarb.
Ortega, der seine aus Honduras stammende Frau und vier Kinder hinterließ, hatte in den 1990er Jahren die honduranische Staatsbürgerschaft angenommen.